# Vícenásobné pojištění
Vícenásobné pojištění je stav, kdy je předmět pojištěn vícero pojistnými smlouvami najednou, a to i na různé částky, menší než je jeho vlastní hodnota.
V případě pojistné události pak lze pojistné plnění, tedy součet náhrad od všech pojišťoven, stanovit nejvýše rovnu celkové škodě, tedy skutečné (reálné) hodnotě pojišťovaného předmětu, a to:
- bez ohledu na nadpojištění, na přeplácení pojistného;
- s ohledem na podpojištění, tedy s výplatou pouze poměrných částí škody proti celkové hodnotě a proti uplatňované škodě;
- s vědomím, že danou škodu (část škody) lze uplatnit pouze jednou, tedy celkově nanejvýše rovnu skutečné škodě.

## Násobné pojištění
Předmět sice nelze pojistit na vyšší částku, než je jeho hodnota, zato ho lze podpojistit. Takto lze na předmět sjednat více pojistek (u jedné i vícero pojišťoven).

### Pojistný podvod
V případě, že by došlo k vyplácení pojistného plnění vyššího, než je hodnota vzniklé škody, jednalo by se o trestný čin pojistného podvodu. Pojišťovna proto vyplatí pouze finanční částku rovnou nejvýše hodnotě předmětu.
Proto je potřeba o souběhu pojištění informovat likvidátory obou pojišťoven. Ačkoli třeba sice jsou obě (všechny) pojistky v podpojištění, každá zvlášť, celkově už by mohlo dojít k nadpojištění, při součtu plnění z obou (všech) pojistek: A aby celkové plnění bylo vyšší než jaká byla skutečná škoda, je nepřípustné.

### Zodpovědnost
Zde není zřejmé, kdo je za celkové vypořádání zodpovědný, aby k nadplnění nedošlo: Pojistník zde sice těžil z výhod na trhu, na druhou stranu mu to případně přidělá práci a starosti.

## Prostý příklad
U případných dvou pojištění, třeba na 60% a 70% na stejnou pojistnou událost, došlo k reálné škodě na majetku řekněme 80%. Celkové pojistné plnění tedy může být právě jen 80%, ne více (ad pojistný podvod).

### Likvidace škodní události
Na plnění ze škodní události se tedy nutně musí podílet obě pojišťovny. Ovšem jak přesně, například v jakém poměru si mezi sebou povinnost plnění mezi sebou rozdělí, není jasné: Nelze vycházet jen z pojistného, protože "cena pojištění" byla u každé pojišťovny jiná, tržní.

### Motivace k souběžným pojištěním
Pro takové nastavení situace nemusí být zřejmé důvody, nicméně jich může být i vícero:
- nové (druhé, další) pojištění bylo uzavřeno u jiné pojišťovny, například z důvodu momentálního podpojištění z prvotní pojistky;
- a nebylo uzavřeno u původní pojišťovny, protože jiná pojišťovna zrovna nabízí lepší pojistné podmínky, než momentálně prvotní pojišťovna;
- a prvotní pojistka buď nejde vypovědět (nebo by to bylo nevýhodné kvůli sankcím) nebo byla původně uzavřena za tak dobrých podmínek, že se takové na trhu momentálně už ani nevyskytují a výpovědí by se o ně přišlo.

## Složitější příklad
Například pojištění nemovitosti běžně zahrnuje samu budovu a dále živelní pohromy (živly, vyšší moc): Pak je rozumným požadavkem mít pokrytá různá živelní rizika.

### Motivace ke skládání pojištění
Přitom ale ne všechny pojišťovny běžně nabízejí všechny požadované živly, anebo jsou tato pojištění proti živlům u každé pojišťovny jinak výhodná. A v kombinaci s obchodními politikami pojišťoven, že pojištění proti různým živlům uzavírají v cenově zvýhodněných balíčcích, vzniká rozumný požadavek použít pro pojištění i vícero takových balíčků, a to i za cenu mírného nadpojištění.

### Konkrétní možnost pojištění domu
Překryv pojistek, uplatnitelných pojistných událostí, pak tedy sice může tvořit například 115% hodnoty, nadpojištění, kde k překryvu dochází na pojištění budovy, navíc ale jedna pojistka přináší pojištění střechy proti kroupám, druhá zas jmenovitě pojištění proti povodni. A v těchto výslovných pojištěních, v jimi pokrytých pojistných událostech, už zas k překryvu nedochází.
Jak si pak plnění z živelní pohromy pojišťovny rozdělí mezi sebe je teď ještě nejasnější než v předešlém prostším případě.